# Miljöpartiet de Gröna
Miljöpartiet de Gröna („Umweltpartei Die Grünen“, kurz MP) ist eine im schwedischen Reichstag vertretene politische Partei. Sie erhielt bei der Reichstagswahl 2022 5,1 % der Stimmen und 18 von 349 Mandaten.
Die Grünen werden traditionell von einer weiblich-männlichen Doppelspitze geführt. Die Parteisprecher sind Amanda Lind (seit 2024) und Daniel Helldén (seit 2023).

## Geschichte
Die Grünen gingen aus der alternativen Bewegung, Umweltbewegung und der Anti-Atomkraft-Bewegung der 1970er Jahre hervor und organisierten sich als politische Partei 1981. Im Nachklang der Tschernobyl-Katastrophe, die Skandinavien teilweise stark betroffen hatte, gelang es den Grünen bei der Wahl 1988, die Vierprozenthürde zu überwinden und in den Reichstag einzuziehen.
Kerngebiet der grünen Partei ist die Umweltpolitik. Die einstmalige Anti-EU-Haltung hat sich im Laufe der Jahre zu einer, wenn auch kritischen, Pro-EU-Haltung entwickelt. Bei der Wahl 1991 verfehlten die Grünen die Vierprozenthürde, waren aber in einer Reihe von Provinziallandtagen und Gemeinderäten vertreten. Mit der Wahl 1994 kehrten sie in das Parlament zurück und leiteten nach der Wahl 1998 eine parlamentarische Zusammenarbeit mit der sozialdemokratischen Minderheitsregierung ein, die bis zur Wahl 2006 bestand. In Folge der Reichstagswahl 2014 übernahmen die Grünen erstmals Regierungsverantwortung als Juniorpartner der Sozialdemokraten in einer Minderheitsregierung, der Regierung Löfven I. Die rot-grüne Koalition wurde nach der Reichstagswahl 2018 mit der Minderheitsregierung Löfven II und nach der erneuten Wahl Stefan Löfvens zum Ministerpräsidenten im Sommer 2021 mit der Regierung Löfven III fortgesetzt.
Am 24. November 2021 kündigten die beiden Parteisprecher an, dass die Grünen die schwedische Regierung verlassen würden. Vorausgegangen war die Ablehnung des rot-grünen Haushaltsentwurfs im Parlament und die Verabschiedung eines Etats, der mit Zustimmung der rechtspopulistischen Schwedendemokraten zustande gekommen war. Mit der Amtseinführung der rein sozialdemokratischen Regierung Andersson am 30. November 2021 endete die Regierungsbeteiligung der Grünen.

## Politische Positionierung
Wie in vielen anderen europäischen Staaten haben sich auch die schwedischen Grünen von einer eher alternativen und basisdemokratischen Linkspartei zu einer liberalen Bürgerpartei entwickelt; dies mag an der Koexistenz mit der partiell libertären Vänsterpartiet liegen. Die Etablierung als eigenständige grüne Partei stellt einen großen Unterschied beispielsweise zum norwegischen und dänischen Parteiensystem dar, wo die sozialistischen Volksparteien die ökologischen und pazifistischen Bewegungen beinahe vollständig aufnahmen und abdecken, weswegen sich dort eigenständige grüne Parteien lange nicht profilieren konnten. In der Umweltpolitik bildet die Miljöpartiet Schnittmengen mit der Vänsterpartiet und der Zentrumspartei. Gegenüber letzterer konnten sich die Grünen erst im Zuge der zunehmenden Neoliberalisierung der Zentrumspartei profilieren. Sozialpolitisch befindet sich die Miljöpartiet zwischen Sozialdemokraten einerseits sowie Zentrumspartei und Liberalen andererseits.

## Wahlergebnisse

### Reichstagswahlen
Angaben von Statistiska Centralbyrån.
- 1982 1,65 %
- 1985 1,50 %
- 1988 5,53 %
- 1991 3,38 %
- 1994 5,02 %
- 1998 4,49 %
- 2002 4,65 %
- 2006 5,24 %
- 2010 7,34 %
- 2014 6,89 %
- 2018 4,41 %
- 2022 5,08 %

## Parteisprecher
Bis 1984 wurde die Partei vom Sitzungsleiter des Politischen Ausschusses nach außen vertreten.
- 1984–85 Ragnhild Pohanka, Per Gahrton
- 1985–86 Ragnhild Pohanka, Birger Schlaug
- 1986–88 Eva Goës, Birger Schlaug
- 1988–90 Fiona Björling, Anders Nordin
- 1990–91 Margareta Gisselberg, Jan Axelsson
- 1991–92 Jan Axelsson
- 1992–99 Marianne Samuelsson, Birger Schlaug
- 1999–2000 Lotta Hedström, Birger Schlaug
- 2000–2002 Lotta Hedström, Matz Hammarström
- 2002–2011 Maria Wetterstrand, Peter Eriksson
- 2011–2016 Åsa Romson, Gustav Fridolin
- 2016–2019 Isabella Lövin, Gustav Fridolin
- 2019–2021 Isabella Lövin, Per Bolund
- 2021–2023 Märta Stenevi, Per Bolund
- 2023–2024 Märta Stenevi, Daniel Helldén
- seit 2024 Amanda Lind, Daniel Helldén

## Weitere bekannte Politiker
- Mehmet Kaplan
- Alice Bah Kuhnke
- Bodil Valero